# 시모조촌
시모조촌(일본어: 下條村)은 일본 나가노현 시모이나군의 중앙에 있는 촌이다.

## 지리
동쪽은 덴류강을 사이에 두고 야스오카촌, 북쪽은 아치강, 우구스강에 의해 이다시, 아치촌과 서쪽은 시모조산맥과 접하고 남쪽은 아난정과 접하고 있다.

## 역사
- 1889년 4월 1일 - 무쓰자와촌과 히사와촌이 합병해 시모조촌이 되었다.

## 인구
| 연도 | 인구  | ±%     |
| ---- | ----- | ------ |
| 1940 | 5,447 | —      |
| 1950 | 6,412 | +17.7% |
| 1960 | 5,016 | −21.8% |
| 1970 | 4,057 | −19.1% |
| 1980 | 4,078 | +0.5%  |
| 1990 | 3,859 | −5.4%  |
| 2000 | 4,075 | +5.6%  |
| 2010 | 4,202 | +3.1%  |

## 교통

### 도로
- 국도 151호선